# Peter Nicholas
Peter Nicholas (født 10. november 1959) er en walisisk tidligere fodboldspiller (defensiv midtbane) og -træner. 
Nicholas tilbragte størstedelen af sin karriere i engelsk fodbold, hvor han blandt andet repræsenterede de to store London-klubber Arsenal og Chelsea. Han havde desuden et ophold i Skotland hos Aberdeen.
For Wales' landshold spillede Nicholas i perioden 1979-1992 hele 73 kampe, hvori han scorede to mål.